# Assemblea nazionale (Sudafrica)
L'Assemblea nazionale del Sud Africa, spesso abbreviata in Assemblea nazionale (in inglese: National Assembly, in afrikaans: Nasionale Vergadering, in ndebele del sud: iNdlu yesiBethamthetho seNarha, in xhosa: iNdlu yoWiso-mthetho yeSizwe, in zulu: iSishayamthetho sikaZwelonke, in swati: liBandla laVelonkhe, in sotho del nord: Seboka sa Maloko a Palamente, in sotho: Ntlo sa Seboka sa Naha, in tswana: Ntlokokoano Bosetšhaba, in tsonga: Huvo ya Rixaka, in venda: Buthano ḽa Lushaka), nell'ordinamento costituzionale del Sudafrica, è la camera bassa del Parlamento; essa è affiancata dal Consiglio nazionale delle province, che costituisce la camera alta.
Legalmente, è contemplata all'interno del Capitolo IV della Costituzione del 1994 (par. 42 ss.)

## Caratteristiche
Secondo quanto previsto dalla Costituzione, l'assemblea è eletta a suffragio universale diretto per un mandato di 5 anni e comprende da un minimo di 350 a un massimo di 400 componenti.
La legge poi ha fissato tale numero a 400 deputati, stabilendo un’elezione mediante il sistema proporzionale: metà dei seggi sono attribuiti all'interno di una circoscrizione unica nazionale, l'altra metà nell'ambito di nove circoscrizioni plurinominali, corrispondenti alle province.